# Birgit Cold
Birgit Cold (født 8. april 1936 i København, død 16. december 2022) var en dansk-norsk arkitekt, der var professor ved Norges teknisk-naturvidenskabelige universitet i Trondheim, Norge.
Cold tog afgang som arkitekt fra Kunstakademiets Arkitektskole i 1961. I 1964 etablerede hun en tegnestue sammen med Tore Brantenberg og Edvard Hiorthøy i Trondheim. I dette samarbejde medvirkede hun på projekter såsom Risvollan i Trondheim, Haugtussa i Stavanger og Brattbakken i Kristiansand. Hun blev senere professor ved designafdelingen ved NTNU og blev desuden dekan i 1986.
Hun har skrevet adskillige bøger og artikler om pædagogik, livskvalitet og fænomenologi i arkitekturen og specifikt om skolebyggeri og læringsmiljøer. Hun er i familie med den danske arkitekt Christian Cold.

## Udvalgte værker
- Skissen som samtale, Tapir: 2008. ISBN 978-82-519-2292-0
- Skolemiljø – fire fortellinger, Kommuneforlaget: 2002 ISBN 82-446-0910-9
- Aesthetics, Well-Being and Health. Essays within Architecture and Environmental Aesthetics, Farnham: Ashgate 2001. ISBN 0-7546-1856-0